# Jacky Boxberger
Jacques „Jacky” Boxberger (ur. 16 kwietnia 1949 w Châtel-sur-Moselle, zm. 9 sierpnia 2001 w Parku Narodowym Tsavo w Kenii) – francuski lekkoatleta, średnio i długodystansowiec.
Lekkoatletykę (głównie biegi średniodystansowe) uprawia jego córka – Ophélie Claude-Boxberger.

## Osiągnięcia

### Najważniejsze występy międzynarodowe
| Rok  | Impreza                                   | Miejsce     | Konkurencja           | Lokata      | Wynik    |
| ---- | ----------------------------------------- | ----------- | --------------------- | ----------- | -------- |
| 1968 | Igrzyska olimpijskie                      | Meksyk      | bieg na 1500 m        | 6. miejsce  | 3:46,65  |
| 1971 | Halowe mistrzostwa Europy                 | Sofia       | bieg na 1500 m        | eliminacje  | 3:47,1   |
| 1971 | Mistrzostwa Europy                        | Helsinki    | bieg na 1500 m        | 5. miejsce  | 3:39,57  |
| 1972 | Halowe mistrzostwa Europy                 | Grenoble    | bieg na 1500 m        | 1. miejsce  | 3:45,66  |
| 1972 | Igrzyska olimpijskie                      | Monachium   | bieg na 1500 m        | półfinał    | 3:42,4   |
| 1976 | Mistrzostwa świata w biegach przełajowych | Chepstow    | indywidualnie (12 km) | 9. miejsce  | 35:24    |
| 1976 | Mistrzostwa świata w biegach przełajowych | Chepstow    | drużynowo             | 3. miejsce  |          |
| 1976 | Igrzyska olimpijskie                      | Montreal    | bieg na 5000 m        | eliminacje  | 13:36,94 |
| 1977 | Finał „B” pucharu Europy                  | Göteborg    | bieg na 5000 m        | 1. miejsce  | 13:40,69 |
| 1983 | Maraton paryski                           | Paryż       | bieg maratoński       | 1. miejsce  | 2:12:38  |
| 1984 | Igrzyska olimpijskie                      | Los Angeles | bieg maratoński       | 42. miejsce | 2:22:00  |
| 1985 | Maraton paryski                           | Paryż       | bieg maratoński       | 1. miejsce  | 2:10:49  |

### Mistrzostwa Francji
- bieg na 1500 m – 1972 (hala), 1973 (hala)[7]
- bieg na 5000 m – 1977, 1982[8]
- bieg na 10000 m – 1977[8]
- bieg na 25 km – 1985[8]
- bieg przełajowy – 1976, 1983[8]

### Rekordy Francji
Boxberger czterokrotnie ustanawiał rekordy kraju w kategorii seniorów na otwartym stadionie:
- bieg na 5000 m – 13:26,6 (18 sierpnia 1976, Zurych)[9]
- bieg na 5000 m – 13:23,6 (24 sierpnia 1977, Zurych)[9]
- bieg maratoński – 2:11:59 (12 maja 1984, Paryż)[10]
- bieg maratoński – 2:10:49 (12 maja 1985, Paryż)[10]

Ustanawiał on także rekordy Francji w kategorii juniorów, jego wynik (3:40,8) w biegu na 1500 metrów z 1968 przetrwał jako rekord kraju w tej kategorii wiekowej aż do 2010, będąc wtedy najstarszym rekordem Francji w lekkoatletyce.

## Rekordy życiowe
- Bieg na 1500 metrów – 3:36,8 (1973)
- Bieg na 5000 metrów – 13:23,59 (1977)
- Bieg godzinny – 20340 m (1980)[12]
- Bieg maratoński – 2:10:49 (1985)

## Śmierć
Latem 2001 Boxberger razem z żoną i córką przebywał na safari w Parku Narodowym Tsavo w Kenii. 9 sierpnia próbował sfotografować z bliska słonia, gdy zwierzę nagle ruszyło w jego stronę i przygniotło Francuza do ziemi, zabijając go na miejscu.